# Braunbrust-Buschhuhn
Das Braunbrust-Buschhuhn (Aepypodius bruijnii) ist ein 43 Zentimeter großer Vertreter aus der Familie der Großfußhühner.

## Aussehen
Diese Vögel sehen einem Truthahn äußerlich zum Verwechseln ähnlich. Sie haben einen rötlichorangen, kahlen Kopf und Hals. An Hals und Nacken haben sie längliche herunterhängende Hautlappen. Die Brust und der Bauch sind braun. Der Schnabel und die Beine sind grau. Der übrige Teil des Rückens und das Schwanzende sind schwarz. Es sind aber auch völlig schwarze – bis auf den rötlichen kahlen Kopf und Hals – gefärbte Exemplare bekannt. Männchen und Weibchen unterscheiden sich äußerlich nicht in der Farbe des Gefieders voneinander. In der Brutzeit sind die Hautlappen am Hals und Kopf des Männchens kräftiger gefärbt.

## Verbreitung und  Lebensweise
Diese Art kommt nur auf der 3.155 km² großen Insel Waigeo im Nordwesten der Insel Neuguinea vor. Dort lebt sie am Erdboden. Die Lebenserwartung beträgt ca. 13 Jahre. Die Lautäußerungen sind ein Durcheinander von Gacker- und Grunztönen. Sie ernähren sich von Insekten, Früchten und Knollen verschiedener Pflanzen.

## Fortpflanzung
Sie legen ihre 12 bis 30 Eier in hohe Hügel aus verrottetem Pflanzenmaterial, das die nötige Brutwärme abliefert. Das Männchen reguliert die Wärme des Nestes, indem es Pflanzenmaterial hinzufügt oder entfernt. Die Jungen sind nach dem Schlupf sofort selbstständig und werden von den Altvögeln nicht versorgt.

## Gefährdung und Schutzmaßnahmen
Diese endemische Art wird von BirdLife International als „stark gefährdet“ (endangered) gelistet. Vereinzelt wird sie vom Menschen zum Fleischverzehr bejagt. Außerdem stellen verwilderte Haushunde ihnen nach oder verwilderte Hausschweine zerstören ihre Gelege. Zum Schutz der Art wurde das Cagar Alam Waigeo Barat Nature Reserve eingerichtet. Es werden der Gesamtbestand und die Auswirkungen von Buschfeuern auf diese Art dokumentiert.

## Forschungsgeschichte
Diese Art wurde vom niederländischen Kaufmann Anton August Bruijn auf einem lokalen Markt entdeckt. Mit dem Artepitheton bruijnii wird er geehrt. Die Erstbeschreibung des Braunbrust-Buschhuhns erfolgte 1880 durch Émile Oustalet unter dem wissenschaftlichen Namen Talegallus Bruijnii. Erst später wurde die Art der Gattung Aepypodius zugeordnet. Von 1793 bis 1937 wurde diese Art nicht gesehen. Erst im Jahre 1938 wurde ein Weibchen dieser Art gefangen. Der nächste Nachweis geschah erst im Jahr 2001, als man frische Knochenreste dieser Art fand. Am 14. Mai 2002 entdeckte der Ornithologe Iwein Mauro auf dem Mount Nok in 700 Metern Höhe mehrere Bruthügel dieser Art.